# Онгстрём, Юхан
Ю́хан О́нгстрём (швед. Johan Ångström; 24 сентября 1813 — 19 января 1879) — шведский врач и ботаник-бриолог.

## Биография
Родился 24 сентября 1813 года.
Он получил образование в Уппсале, впоследствии практиковал медицину в коммунах Ликселе и Эрншельдсвик. Вместе с Фредриком Нюландером (1820—1880), он проводил ботанические исследования в Лапландии, Финляндии и Карелии.
Умер 19 января 1879 года в Эрншельдсвик.

## Ботаническиеэпонимы
Род Aongstroemia (Bruch & Schimp., 1846) назван в его честь.

## Отдельные публикации
- Dispositio muscorum in Scandinavia : hucusque cognitorum, 1842.
- Symbolae ad Bryologiam Scandinavicam, 1844.
- Primae lineae muscorum cognoscendorum, 1876.[7]